# Citidina difosfato
O difosfato de citidina é um difosfato de nucleosídeo. É um éster do ácido pirofosfórico com o nucleosídeo citidina. A CDP consiste no grupo pirofosfato, na pentose açúcar ribose e na nucleobase citosina. O difosfato de citidina constitui diversas ligações químicas, gerando compostos como o difosfato de citidina glicose e o difosfato de citidina e a citicolina.